# Платицинский (платформа)
Плати́цинский — остановочный пункт Приволжской железной дороги на  
линии Ртищево — Саратов. Расположен в 8 км от станции Благодатка Ртищевского района Саратовской области. Грузовые и пассажирские операции не производятся.